# Salvador Reyes Figueroa
Salvador Reyes (Copiapó, 16 de agosto de 1899-Santiago, 27 de febrero de 1970), fue un escritor chileno, perteneció a la «generación de 1927» y recibió el Premio Nacional de Literatura en 1967.

## Biografía
Nació en Copiapó el 16 de agosto de 1899, hijo de Arturo Reyes y de Luisa Figueroa. Cursó sus estudios secundarios en la ciudad de Antofagasta, en el Instituto Comercial, iniciándose en la lectura de autores como Emilio Salgari, Alejandro Dumas, Julio Verne, Walter Scott y Sir Arthur Conan Doyle. En algunos capítulos de su libro Andanzas por el Desierto de Atacama relata las memorias de su infancia en la agitada Antofagasta.
En 1920 se traslada a Valparaíso, donde conoció al escritor Alberto Rojas Jiménez y participó de la bohemia y la vida nocturna de la ciudad. Dicho periodo quedó reflejado en su novela Valparaíso, puerto de nostalgia. En 1921 viaja a radicarse a Santiago, comenzando a escribir en las revistas Zig-Zag y Hoy, y en algunos periódicos, utilizando el seudónimo Simbad.
En 1928 fundó la revista Letras junto a Ángel Cruchaga Santa María, Manuel Eduardo Hübner, Luis Enrique Délano y Hernán del Solar. La publicación, según algunos especialistas, reuniría a los mejores poetas y prosistas de su época.
En 1939 comenzó su carrera diplomática, al asumir el cargo de cónsul en París durante el gobierno de Pedro Aguirre Cerda, donde conoce a escritores franceses como Pierre Mac Orlan y al crítico Francis de Miomandre. Posteriormente siguió sirviendo a la diplomacia, asumiendo cargos en Barcelona, Londres, Roma y Haití. En 1954 viaja a la Antártida, donde escribe El continente de los hombres solos.
En 1959 regresa a Santiago, para acompañar la visita del político y novelista francés André Malraux, como edecán. Un año más tarde ingresa a la Academia Chilena de la Lengua, al año siguiente es enviado como diplomático a Turquía, tiempo que aprovecha para viajar a la India, Tailandia y Vietnam. En 1964 regresa a París, donde reside hasta su jubilación en 1967. Ese mismo año recibe el Premio Nacional de Literatura, regresando al país.
Murió el 27 de febrero de 1970 en Santiago, y de acuerdo a sus propios deseos sus cenizas fueron lanzadas al mar frente a las costas de Antofagasta.

## Obra

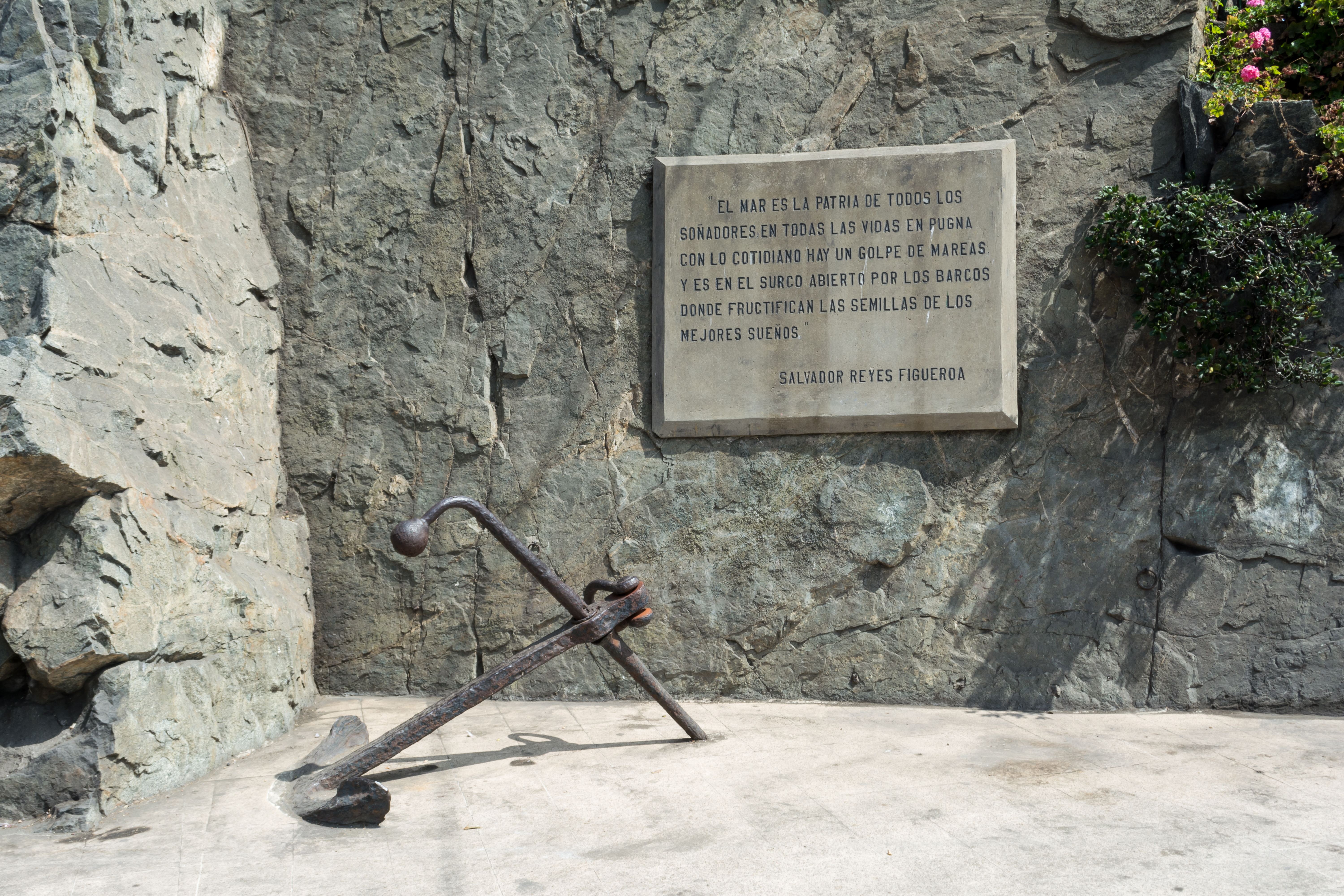
Monumento Salvador Reyes Figueroa, en el Castillo Wulff de Viña del Mar

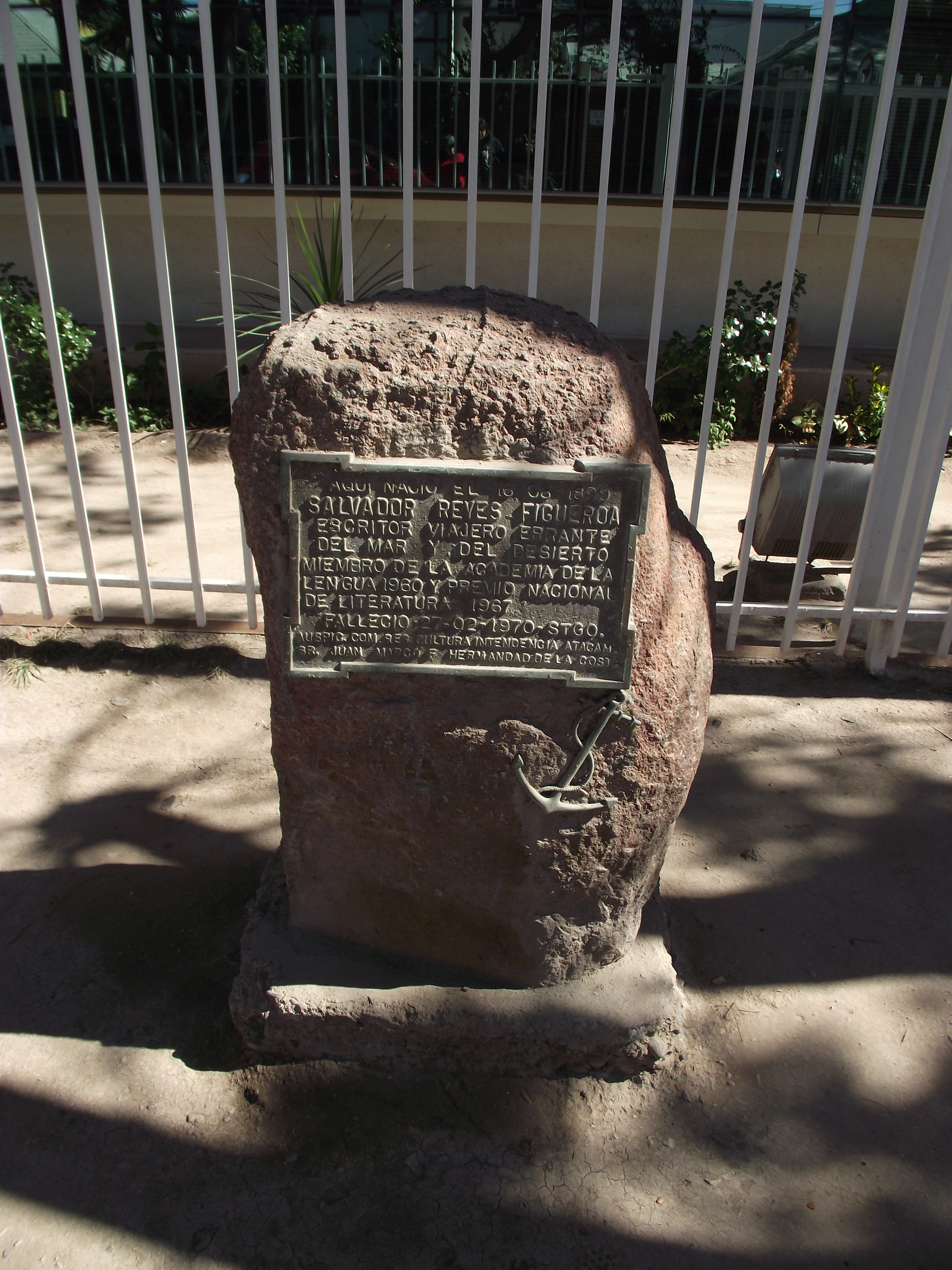
Monolito de Reyes Figueroa, en Copiapó

Fue un escritor prolífico, incursionando en la novela, poesía, los cuentos, ensayos y el periodismo, con 22 libros publicados. En su obra es posible advertir una constante evocación al mar, donde se describen puertos, callejuelas, bares, personajes como capitanes, marineros o estibadores. Su primer libro publicado, el Barco ebrio, compuesto de 14 poemas, data de 1923. En 1930 publica su último libro de poemas, Las mareas del sur. Una de sus obras más conocidas, la novela Ruta de la sangre de 1935, cuenta con un prólogo de Augusto D'Halmar. En 1968 incursiona en la dramaturgia, publicando la obra de teatro La redención de las sirenas.
No existe consenso entre los críticos literarios sobre clasificarlo dentro del Imaginismo o del Vanguardismo. Sin embargo, es reconocido como uno de los mayores exponentes de la literatura marítima de Chile. 
Las siguientes son sus principales publicaciones:
- Barco ebrio (1923), poesía
- El último pirata (1925), relatos
- El matador de tiburones (1926), novela
- El café del puerto (1927), novela
- Los tripulantes de la noche (1929), cuentos
- Las mareas del sur (1930), poesía
- Lo que el tiempo deja (1932), cuentos
- El mandarín de otoño (1933), novela
- Tres novelas de la costa (1934), novelas cortas
- Ruta de sangre (1935), novela
- Piel nocturna (1936), novela
- Norte y sur (1947), novelas cortas
- Mónica Sanders (1951), novela
- Amistad Francesa (1954), ensayo
- Valparaíso, puerto de nostalgias (1955), novela
- El continente de los hombres solos (1956), crónicas
- Rostros sin máscaras (1957), entrevistas
- Los amantes desunidos (1959), novela
- Saludos al pasar (1959), novela
- Los defraudados (1963), cuentos
- El incendio del astillero (1964), cuentos
- Andanzas por el desierto de Atacama (1966), crónicas
- Los tripulantes de la noche (1967), cuentos
- Peregrinajes literarios en Francia (1968), ensayos
- Fuego en la frontera (1968), ensayo
- La redención de las sirenas (1968), teatro
- Crónicas de Oriente (1973), libro póstumo[3]
- Crónicas (1974)
- Martina en su Isla (1974)